# From Left to Right
From Left to Right è un album in studio del musicista statunitense Bill Evans, pubblicato nel 1971.

## Tracce
1. What Are You Doing the Rest of Your Life? (Alan Bergman, Marilyn Bergman, Michel Legrand) – 4:05
2. I'm All Smiles (Michael Leonard, Herbert Martin) – 5:42
3. Why Did I Choose You? (Leonard, Martin) – 5:04
4. Soirée (Earl Zindars) – 3:24
5. The Dolphin-Before (Luíz Eça) – 3:05
6. The Dolphin-After (Luíz Eça) – 3:06
7. Lullaby for Helene (Earl Zindars) – 2:50
8. Like Someone in Love (Johnny Burke, Jimmy Van Heusen) – 5:38
9. Children's Play Song (Evans) – 4:11
Tracce Bonus:
10. What Are You Doing the Rest of Your Life? (Bergman, Bergman, Legrand) – 4:44
11. Why Did I Choose You? (Leonard, Martin) – 4:18
12. Soirée [alternate take] (Earl Zindars) – 3:26
13. Lullaby for Helene (Earl Zindars) – 2:39

## Formazione
- Bill Evans – piano
- Eddie Gómez – basso
- Marty Morell – batteria
- Sam Brown – chitarra